# Црногорска федералистичка странка
Црногорска федералистичка странка је колоквијални назив за бившу регионалну политичку партију која је основана 1925. године на Цетињу, под званичним именом: Црногорска странка (без других додатака у називу). Федералистичка одредница у колоквијалном називу странке настала је као ознака политичког континуитета са неформалним црногорским федералистичким покретом, који је почео да настаје 1919. године. Прерастањем покрета у странку (1925), препознатљива федералистичка одредница се није нашла у званичном страначком називу, али је упркос томе опстала у тадашњој политичкој јавности. По истом основу, колоквијални назив странке је ушао у историографију и публицистику. Међу најзначајнијим вођама странке били су: Мирко Мијушковић, Душан Вучинић, Секула Дрљевић и други.

## Настанак покрета
У вријеме уједињења Краљевине Црне Горе са Краљевином Србијом и стварања Краљевине Срба, Хрвата и Словенаца (1918), у Црној Гори је дошло до политичке поларизације и подјеле на бјелаше (поборници уједињења) и зеленаше (противници новонасталог стања). Након слома Божићне побуне, која је избила почетком 1919. године, радикално (сепаратистичко) крило зеленашког покрета потпало је под удар државне власти, док су друге зеленашке групације почеле да трагају за новим обликом политичког дјеловања, који би у новонасталим околностима био формално прихватљив.
У то вријеме, једно од главних политичких питања у читавој Краљевини СХС било је питање о будућем облику државног уређења. На једној страни биле су присталице централизма и унитаризма, док су на другој страни биле присталице регионализма и федерализма. Пошто је федерализам сматран политички легитимном опцијом, умјерено крило зеленашког покрета се почело окретати ка федералистичком концепту, који су у то вријеме заступале и неке друге политичке групације у Краљевини СХС.
Из угла зеленашког покрета, федералистичка опција је представљала средње рјешење, које је омогућавало да се око једног, легално прихватљивог програма, окупе разне зеленашке струје, почевши од умјерених заговорника административне аутономије Црне Горе, преко заговорника федерализма, до поборника конфедерализма и радикалних заговорника сепаратизма, с тим што су ови посљедњи своја увјерења морали прикривати, пошто је отворено заговарање сепаратизма потпадало под удар државне власти.
Иако је федералистички концепт пружао могућност за легализацију зеленашког програма, унутрашња хетерогеност зеленашког покрета се показала као препрека за формално оснивање јединствене политичке организације, усљед чега су избори за Уставотворну скупштину (1920) дочекани без јасно профилисаног програма и формалне организације, што је државним властима омогућило да осујете покушај истицања посебне федералистичке изборне листе у Црној Гори.
Тек уочи наредних скупштинских избора, који су одржани 1923. године, покрет је успео да истакне своје кандидате, освојивши 0,4% гласова и 2 посланичка мандата. Улазак у скупштину је омогућио зеленашким првацима да развију непосреднију сарадњу са другим политичким чиниоцима, а првенствено са оним странкама које су се залагале за децентрализацију и федерализацију.
На наредним скупштинским изборима који су одржани у фебруару 1925. године, зеленаши су освојили 0,5% гласова и 3 посланичка мандата.

## Оснивање странке
До формалног оснивања странке дошло је у октобру 1925. године, након консолидације у зеленашким редовима. Приликом оснивања, усвојен је назив Црногорска странка, без других политичких одредница, чиме се жељело постићи обједињавање свих зеленашких струја, а око таквог општег назива се уједно жељело извршити и окупљање свих присталица црногорства. За првог предсједника странке изабран је Мирко Мијушковић (бивши црногорски министар), а за секретара Душан Вучинић. Органи странке су било: Врховно вијеће, Главни одбор, срески одбори и општински одбори. Странка је издавала лист под називом Црногорац, а страначко сједиште се налазило на Цетињу.
На скупштинским изборима који су одржани 1927. године, странка је изгубила добар део гласова, тако да је добила само једног посланика.
Након завођења Шестојануарске диктатуре (1929), све странке су престале са радом, укључујући и Црногорску странку, чији су се челници нашли на удару интегралистичког режима, који је заговарао стварање обједињене "југословенске" нације.
Након погибије краља Александра (1934) дошло је до поновног оживљавања страначког организовања. На скупштинским изборима који су одржани 1935. године, а потом и на наредним скупштинским изборима који су одржани 1938. године, Црногорска странка је изгубила ранији значај и прикључила се листама Уједињене опозиције (1934-1937) и Блока народне слоге (1938).
Међутим, након Споразума Цветковић-Мачек (1939), руководство Црногорске странке је почело да радикализује своје ставове, а десно крило странке је почело да се приближава фашистичкој идеологији, упирући погледе у Мусолинијеву Италију, која је након окупације сусједне Албаније (1939) избила на границу Црне Горе.

## Други свјетски рат
Након априлског рата и слома Краљевине Југославије (1941), знатан дио руководства Црногорске странке се на челу са Секулом Дрљевићем придружио Италијанима у нади да ће им окупатор предати власт у будућој Независној Држави Црној Гори. Иако су окупатори у почетку гледали благонаклоно на Дрљевића, касније су га уклонили из Црне Горе. Дрљевић се потом повукао у НДХ постајући сарадник усташког режима и савјетник Анте Павелића. Крајем рата побјегао је у Јуденбург у Аустрији, где су га 1945. године убили српски четнички емигранти. У међувремену, дио страначког руководства је 1943. године одржао конференцију и изабрао привремену управу, која је посебним прогласом покушала да афирмише раније ставове са оснивачког конгреса (1925). Ово престројавање је омогућило дијелу руководства и чланства да се укључи у редове Народноослободилачког покрета. Извјесном броју чланова странке, који су стали уз Италијане и Нијемце, послије рата је суђено као сарадницима окупатора.
У савременом добу, бивша Црногорска странка је инспирисала разне странке и организације попут Социјалдемократске партије Црне Горе (која је и званично тражила рехабилитацију Секуле Дрљевића и Савића Марковић-Штедимлије) и Дукљанске академије наука и умјетности. Такође идеологија Црногорске странке је представљала историјску базу сепаратистичког покрета у Црној Гори, који ће довести до референдума и независности Црне Горе (2006).